# Menemerus bivittatus
Menemerus bivittatus är en spindelart som först beskrevs av Dufour 1831.  Menemerus bivittatus ingår i släktet Menemerus och familjen hoppspindlar. Inga underarter finns listade i Catalogue of Life.